# 京都府道603号新宮中村線
京都府道603号新宮中村線（きょうとふどう603ごう しんぐうなかむらせん）は、京都府宮津市を通る一般府道である。

## 概要
宮津市字新宮から宮津市字中村に至る。
宮津市字栗田（くんだ）地区南部の字新宮と字中村を連絡する路線である。舞鶴市字八田から宮津市街地を結ぶルートのうち、内陸を経る京都府道45号舞鶴宮津線と海沿いを経る国道178号を連絡している。

### 路線データ
- 起点：宮津市字新宮（新宮交差点、京都府道45号舞鶴宮津線交点）
- 終点：宮津市字中村（新宮中村交差点、国道178号交点）
- 総延長：1.5434 km[1]

## 地理
大雲寺川の左岸を上流から下流に向かって並行する経路である。

### 通過する自治体
- 京都府
  - 宮津市

### 交差する道路
| 交差する道路           | 交差する場所 | 交差する場所          |
| ---------------------- | ------------ | --------------------- |
| 京都府道45号舞鶴宮津線 | 字新宮       | 新宮交差点 / 起点     |
| 国道178号              | 字中村       | 新宮中村交差点 / 終点 |

### 沿線
- 豊守神社